# Phare de Dog Island (Nouvelle-Zélande)
Le phare de Dog Island est un phare situé sur Dog Island, une petite île dans le détroit de Foveaux (région de Southland - île du Sud), en Nouvelle-Zélande.
Le phare est enregistré par le Heritage New Zealand depuis novembre 1984  en tant que structure de catégorie I, et le chalet des gardiens de phare adjacent est immatriculé en catégorie II.

## Histoire
Le phare de Dog Island a été mis en service le 5 août 1865. Il marque l'entrée du port de Bluff, la ville la plus australe du pays.
Il est le plus haut phare de Nouvelle-Zélande et l'un de ses plus anciens. À l'origine il était géré par trois gardiens de phare. La station de signalisation est depuis 1989 contrôlée à distance depuis le bureau de Wellington, et l'île  est inhabitée depuis. Il n'y a pas d'accès sur l'île.
L'objectif tournant, posé en 1925, est maintenant exposé au Wellington Museum (en)

## Description
Le phare  est une tour circulaire en pierre, avec lanterne et galerie, de 36 m de haut. Le phare est peint en blanc, avec deux bandes noires. Il émet, à une hauteur focale de 46 m, un flash blanc toutes les 10 secondes. Sa portée nominale est de 19 milles nautiques (environ 35 km).

Identifiant : ARLHS : NZL-019 - Amirauté : K4394 - NGA : 5428 .

## Caractéristique dufeu maritime
Fréquence : 10 secondes (W)
- Lumière : 0.1 seconde
- Obscurité : 9.9 secondes

|            |
| Dog Island |

|                 |
| Le phare (1900) |

|             |
| La lanterne |

### Lien connexe
- Liste des phares de Nouvelle-Zélande